# Upsilon2 Cassiopeiae
Pour les articles homonymes, voir Upsilon Cassiopeiae.
Désignations
Upsilon2 Cassiopeiae (υ2 Cassiopeiae / υ2 Cas) est une étoile géante de la constellation de Cassiopée, située à quelques degrés au sud de Gamma Cassiopeiae. Elle porte également le nom propre de Castula. Cette étoile jaunâtre est visible à l’œil nu avec une magnitude apparente de +4.62. La mesures de sa parallaxe annuelle par le satellite Gaia la placent à une distance de ∼ 196 a.l. (∼ 60,1 pc) du Soleil. Elle s'en rapproche avec une vitesse radiale héliocentrique de −48 km/s.

## Propriétés
Upsilon2 Cassiopeiae est une étoile géante jaune de type spectral G8 IIIb Fe−0.5, où le suffixe « Fe−0.5 » indique que son spectre présente une sous-abondance légère en fer. Sa métallicité est en effet équivalente à 45% de celle du Soleil,. Lorsqu'elle a épuisé les réserves en hydrogène de son cœur, l'étoile s'est éloignée de la séquence principale. Elle s'est refroidie et s'est étendue en devenant une géante, si bien que désormais elle est environ dix fois plus grande que le Soleil. C'est une géante qui fait partie du red clump, ce qui signifie qu'elle est sur la branche horizontale et qu'elle fusionne l'hélium en carbone et en oxygène.
Upsilon2 Cassiopeiae est également une étoile à baryum, montrant un excès en baryum dans son spectre par rapport à ce qui est attendu. Ce phénomène peut s'expliquer par un transfert de masse depuis un compagnon stellaire plus évolué qui est ensuite devenu une naine blanche ; cependant, aucun compagnon orbitant la géante n'a été détecté. L'étoile est âgée d'environ 2,2 milliards d'années et elle est 1,44 fois plus massive que le Soleil. Elle est 55 fois plus lumineuse que le Soleil et sa température de surface est de 4 937 K.

## Nomenclature
υ2 Cassiopeiae est la désignation de Bayer de l'étoile. Elle porte également la désignation de Flamsteed de 28 Cassiopeiae.
Elle est parfois appelée par son nom propre Castula. Le 5 septembre 2017, le Groupe de travail de l'Union astronomique internationale sur les noms d'étoiles a officialisé le nom de Castula pour désigner l'étoile et elle figure désormais dans la liste des noms d'étoiles officiellement reconnus par l'UAI.